# Cucumis silentvalleyi
Cucumis silentvalleyi är en gurkväxtart som först beskrevs av Manilal, T.Sabu och P.Mathew, och fick sitt nu gällande namn av Ghebret. och Thulin. Cucumis silentvalleyi ingår i släktet gurkor, och familjen gurkväxter. Inga underarter finns listade i Catalogue of Life.